# Ippei Shinozuka
Ippei Shinozuka (født 20. marts 1995) er en japansk fodboldspiller.
Han har spillet for flere forskellige klubber i sin karriere, herunder Yokohama F. Marinos.